# Halieutique
Pour les articles homonymes, voir Halieutique (homonymie).

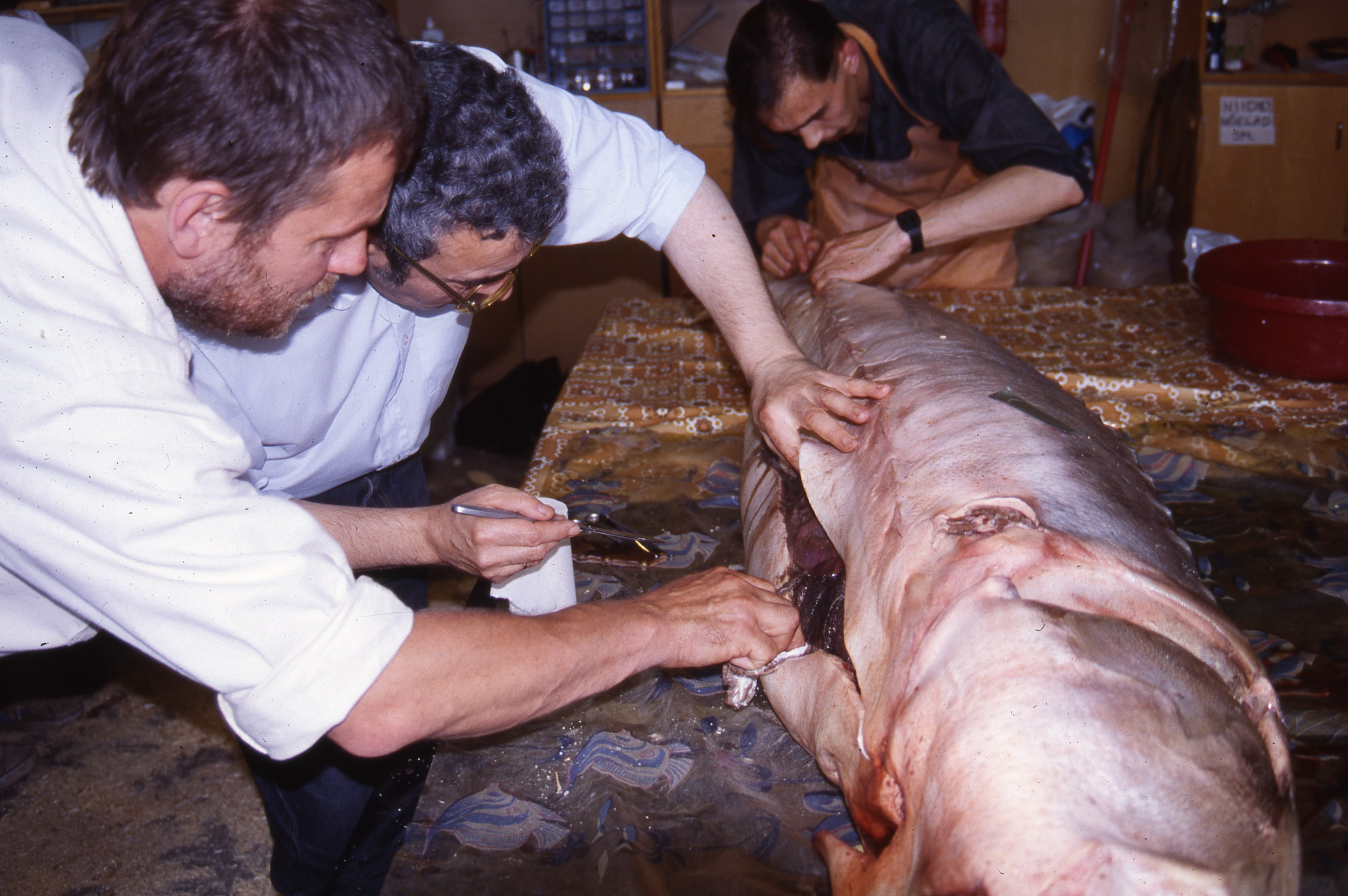
Études halieutiques sur un Esturgeon noir de l'Atlantique.

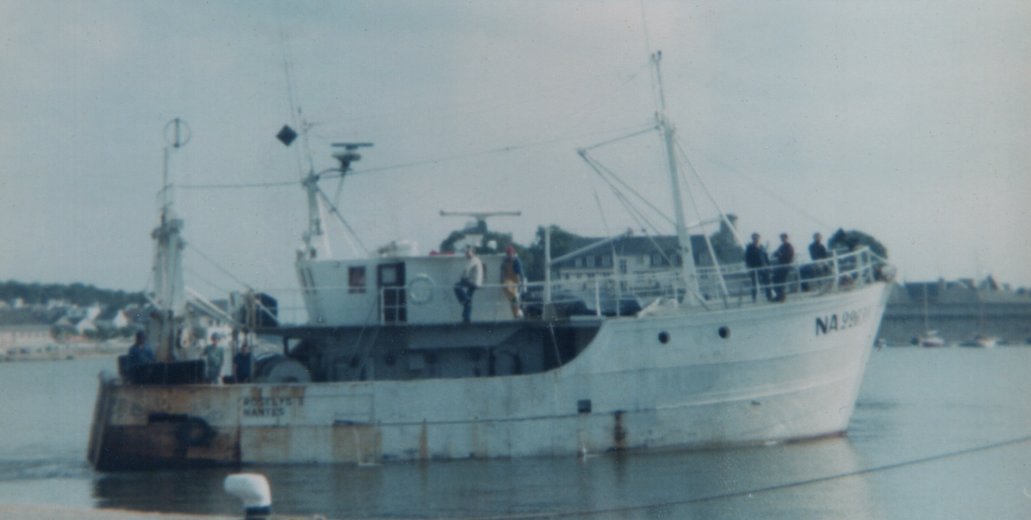
Chalutier expérimental Roselys II de l'ISTPM à Nantes, 1977.

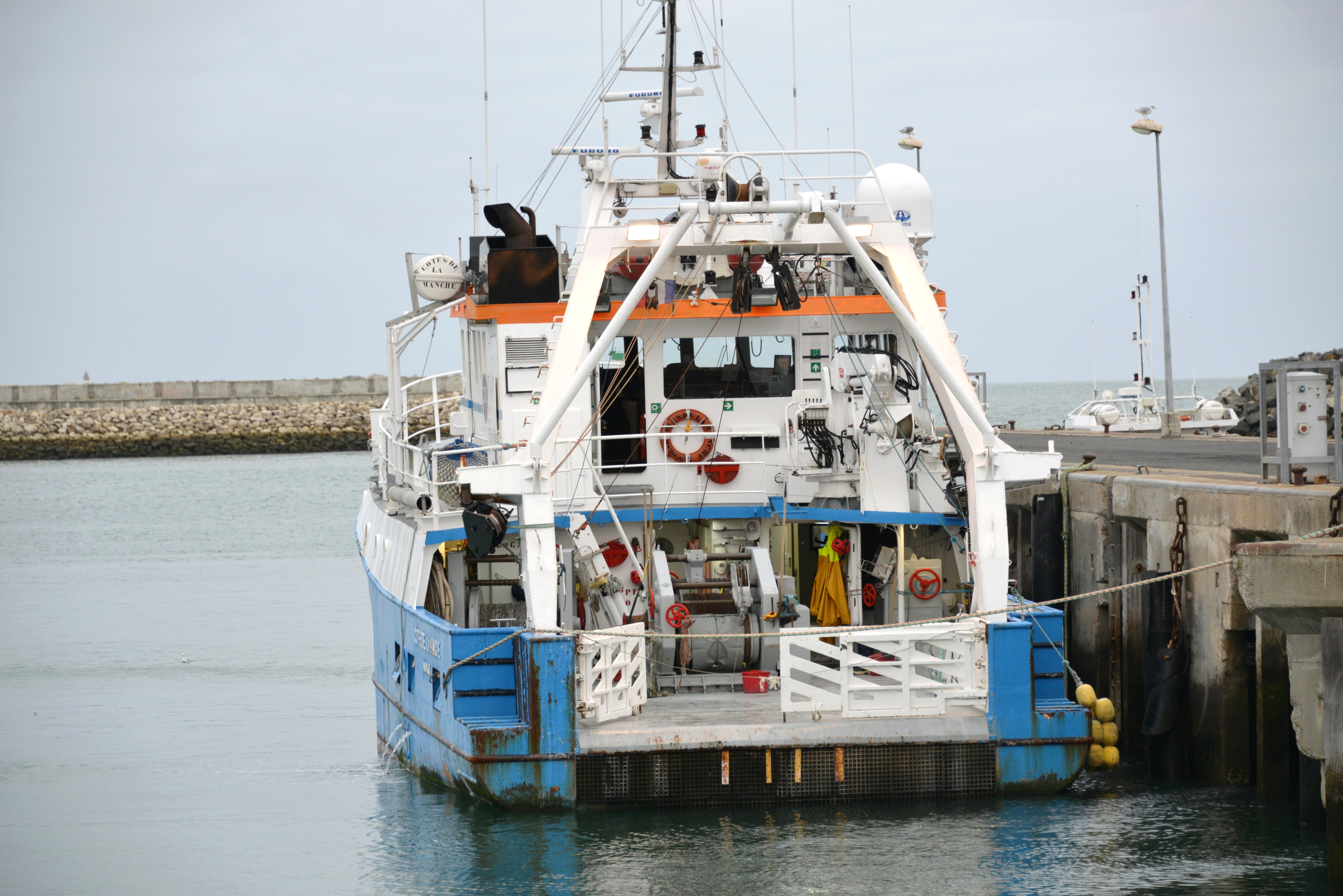
Le navire océanographique français Côtes de la Manche (lancé en 1997 à La Rochelle, n° MX 905622) est dédié aux recherches halieutiques.

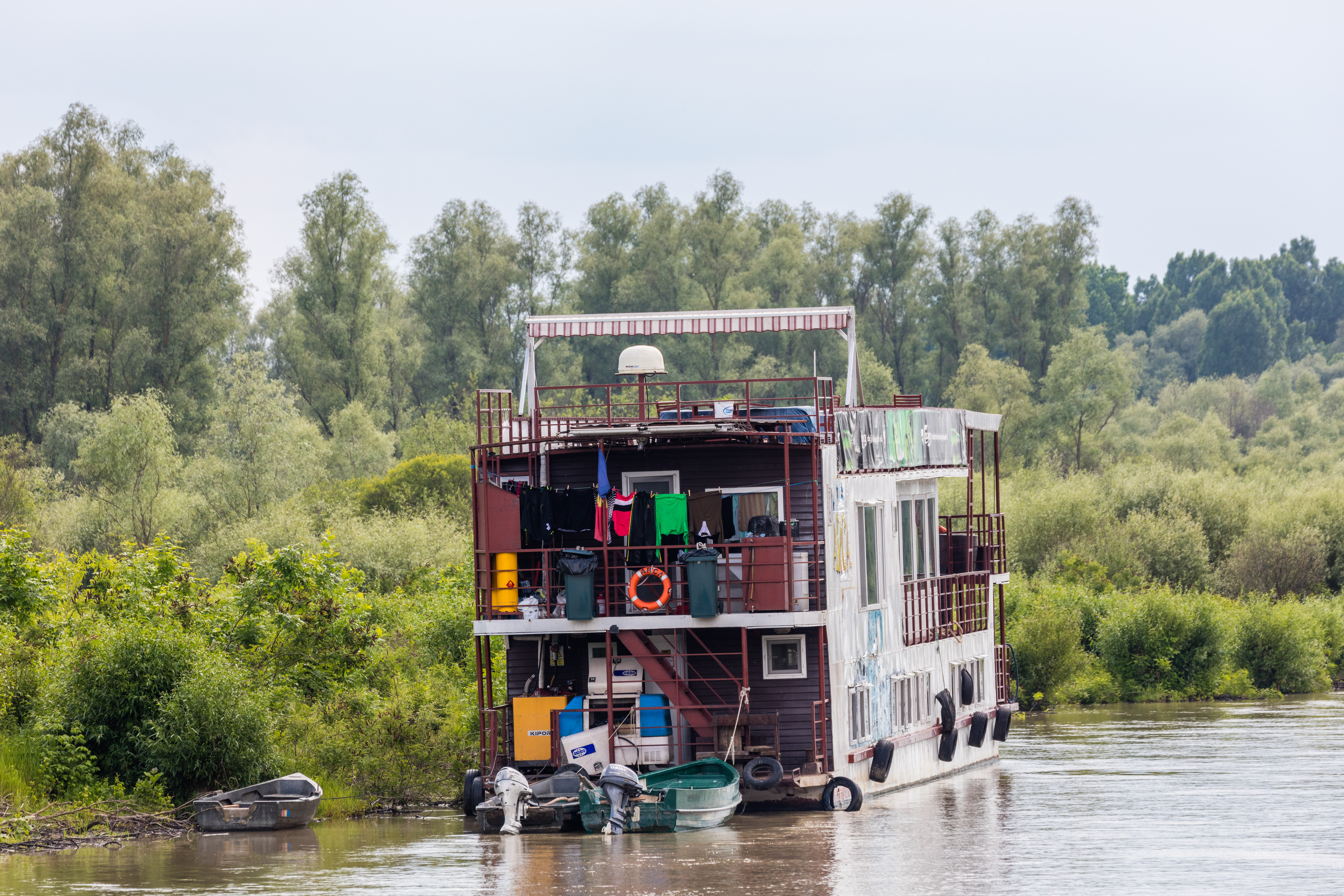
Laboratoire flottant d'halieutique de la réserve de biosphère du delta du Danube.

L’halieutique (du grec ἁλιευτικὴ τέχνη / halieutikḗ  tékhnê, « art de tout ce qui touche à la pêche »), est l'ensemble des disciplines scientifiques ayant trait à l'exploitation et la gestion des ressources vivantes des milieux aquatiques. L’halieute ou halieuticien est le spécialiste de ces disciplines. C'est une science pluridisciplinaire, qui s'appuie sur l'ichtyologie, la limnologie, l'océanographie, la biologie marine, la météorologie, l'écologie, l'économie, la statistique, la politique de pêche, la conservation des stocks et bien d'autres, dans le but de fournir une image globale de l'état des espèces exploitées, des pêches et des pêcheries,. Dans certains cas, de nouvelles disciplines ont émergé, comme la bioéconomie.
Les sciences halieutiques étant nombreuses et complexes, les halieuticiens utilisent souvent des méthodes issues d'un large éventail de disciplines universitaires,. Au cours des dernières décennies, les stocks de poissons (populations) ont diminué dans de nombreuses régions. ainsi que des inquiétudes croissantes concernant l'impact de la pêche intensive sur la biodiversité marine et d'eau douce.
Les sciences halieutiques sont généralement enseignées dans un cadre universitaire et peuvent faire l'objet d'un programme de premier cycle, de maîtrise ou de doctorat. Certaines universités proposent des programmes entièrement intégrés en sciences halieutiques. Les diplômés des programmes universitaires de pêche trouvent généralement un emploi en tant que scientifiques, gestionnaires des pêches récréatives et commerciales, chercheurs, aquaculteurs, éducateurs, consultants et planificateurs environnementaux, agents de conservation et bien d'autres.

## Recherches halieutiques
Étant donné que la pêche se déroule dans un ensemble diversifié d’environnements aquatiques (c’est-à-dire haute mer, zones côtières, grandes et petites rivières et lacs de toutes tailles), la recherche nécessite différents équipements, outils et techniques d’échantillonnage. Par exemple, l’étude des populations de truites vivant dans les lacs de montagne nécessite un ensemble d’outils d’échantillonnage très différent de celui, par exemple, de l’étude du saumon en haute mer. Un navire de recherche halieutique océanique nécessite souvent des plates-formes capables de remorquer différents types de filet de pêche, de collecter du plancton ou des échantillons d'eau à différentes profondeurs et de transporter l'équipement de recherche recherche acoustique des poissons. Les navires de recherche halieutique sont souvent conçus et construits selon les mêmes principes qu'un grand bateau de pêche, mais avec un espace réservé aux laboratoires et au stockage des équipements, par opposition au stockage des captures. En plus d'un ensemble diversifié d'équipements d'échantillonnage, les scientifiques halieutiques utilisent souvent des techniques scientifiques issues de nombreuses disciplines professionnelles différentes.